# 骆清铭
骆清铭（1966年1月—），男，湖北蕲春人，中国生物影像学家，中国科学院院士，海南大学教授、博士生导师，现任海南省政协副主席，海南大学校长。

## 生平
1986年毕业于西北电讯工程学院（现西安电子科技大学）技术物理系，获工学学士学位。1986年至1993年在华中理工大学（现华中科技大学）光电子工程系学习，先后获光学专业理学硕士和物理电子学与光电子学专业工学博士学位。
1993年11月起在华中科技大学工作，1988年5月加入中国共产党。历任华中科技大学生命科学与技术学院院长、光电子科学与工程学院院长，武汉光电国家实验室（筹）常务副主任，华中科技大学副校长、党委常委。
2018年9月，任海南大学校长、党委副书记。
2023年1月，当选为海南省政协副主席。

## 社会兼职
- 国家自然科学基金“生物医学光子学”创新研究群体负责人
- 国家创新人才推进计划重点领域创新团队负责人
- 国家重大科学研究计划项目首席科学家
- 国家重大科学仪器设备开发专项项目负责人

## 奖项和荣誉

### 奖项
他主持的“生物功能的飞秒激光光学成像机理研究”成果获2010年度国家自然科学奖二等奖。

### 荣誉
- 1999年入选教育部长江学者奖励计划特聘教授（首批）
- 2000年国家杰出青年科学基金
- 2017年当选中国光学学会会士[4]
- 2019年11月，当选中国科学院生命科学和医学学部院士
- 国际光学工程学会（SPIE）、美国光学学会（OSA）和英国工程技术学会（IET）Fellow
- 享受国务院政府特殊津贴专家